# 산타 트리니타 성당
산타 트리니타 성당 (Basilica di Santa Trinita, 성삼위일체 성당)은 이탈리아 피렌체에 있는 동명의 광장 앞에 위치한 로마 가톨릭교회의 종교 시설이다. 1092년 피렌체의 귀족이 조직한 발롬브로사 수도회의 모교회이다. 토르나부오니 거리의 남쪽에는 아르노강을 가로지르는 산타 트리니타 다리가 있으며, 다리를 건너 거리를 통과하면 스피니 페로니 궁전이 있다.

## 역사
산타 트리니타 성당은 11세기에 발롬브로사 수도회가 건립했고 (당시 성당은 피렌체 성벽 밖에 있었음), 이후 피렌체의 여러 부유한 가문들의 후원을 받았다. 현대 이탈리아어로 '삼위일체'를 뜻하는 'trinità'는 마지막 모음에 강조가 들어가지만, 옛 피렌체 지역의 발음은 첫 번째 모음에 강조를 하였는데, 이에 따라 성당의 명칭은 악센트가 빠진 대로 기재되는데 이따금식은 흔치 않은 발음을 나타나내기 위해 첫 번째 모음에 강조를 'trìnita'로 표기된다.
산타 트리니타 성당은 본래 소박한 로마네스크 양식의 산타 마리아 델로 스파시모(Santa Maria dello Spasimo)라는 성당으로 지어졌었다. 이 성당은 카롤링거 시대의 예배당 터에 지어진 것이었다. 이때의 일부 흔적들을 파사드 내부 쪽에서 볼 수 있다. 최근의 성당 건물은 1258년-1280년에 11세기에 있었던 성당의 터에 건설됐다. 13세기에 소 바실리카 지위에 올랐다. 산타 트리니타는 교구 성당이자 발롬브로사 수도회의 수도원이기도 하다.
수 세기에 걸쳐 여러 번의 개보수가 있었다. 매너리즘 양식의 파사드 (1593년–1594년)는 베르나르도 부온탈렌티가 설계한 것이었다. 성당 중앙 문 위에 새겨진 박육조는 피에트로 베르니니와 조반니 바티스타 카키니가 조각한 것이다. 17세기의 목조 문에는 발롬브로사 수도회의 성인들을 묘사하는 패널이 새겨져 있다. 본래 로마의 카라칼라 욕장에 있던 것으로, 현재는 광장 밖에 위치한 정의의 원주 (Colonna di Giustizia)는 교황 비오 4세가 코시모 1세 데 메디치에게 선물한 것이다. 피렌체가 시에나에 승리를 거둔 몬테무를로 전투를 기념해 1565년에 세워졌다.
치마부에의 '산타 트리니타 마에스타'가 한때 이 성당의 제단에 걸려 있었으나 이후에 옆쪽의 예배당으로 옮겨졌고 현재는 우피치 미술관에서 전시되고 있다.
과거 스트로치 가문의 예배당이 현재 성구보관실이다.

## 예배당
성당은 여러 걸작들을 갖춘, 대략 20여 개의 예배당이 존재한다. 그 중에 가장 주목받는 곳은 사세티 예배당과 바르톨리니 살림베니 예배당이다. 프란체스코 사세티는 메디치 은행의 은행장이었고, 기를란디오의 프레스코화 몇 점은 동시대 피렌체의 모습을 포착하고 있다.
| 방향 | 예배당 번호                | 예배당 명칭 및 미술품 |
| ---- | -------------------------- | --- |
| 우   | 1 (파사드 근처 궁륭)       | '잔필리아치 예배당': 1630년경에 게라르도 실바니에 의해 개보수되었으며 14세기의 십자가상(Crocifisso della Providenza)과 프레스코화 한 점(이집트의 성녀 마리아 & 성 조시모, 1400년경)을 소장하고 있다. |
| 우   | 2                          | '다비치 예배당': 1642년경 마테오 니게티가 개보수함. |
| 우   | 3                          | '찰리-세르니지 예배당': 네르 디 비키의 '성인과 성모'와 스피넬로 아레티노의 제자의 미완성으로 남은 벽화 '성녀 카타리나의 비밀스러운 혼인'이 있다. |
| 우   | 4                          | '바르톨리니 살림베니 예배당': 로렌초 모나코와 그의 조수들의 프레스코화 '성모의 생애' (1420년대) 소장. 제단화 '수태고지' 역시도 로렌초 모나코의 작이다. |
| 우   | 5                          | '아르딘겔리 예배당': 15세기의 '슬픔의 남자'와 베네데토 다 로베차노의 성막 (1505–15년)을 소장하고 있다. |
| 우   | 6 (익랑의 출구 뒤의 먼 벽) | '사세티 예배당': 피렌체의 랜드마크인, 이곳 예배당은 '성 프란체스코의 생애', '그리스도 탄생의 예언' (1482년–1485년) 등의 벽화와, 제단화인 '동방박사의 경배' (1485년)를 소장하고 있으며, 모두 도메니코 기를란다요가 그린 것들이다. 입구 뒤로는 '그리스도의 강림을 아우구스투스 황제에게 알리는 시불라'가 있다. 한 패널은 성당이 위치한 거리에서 일어난 '스피니 궁전에서 떨어진 소년을 구하는 성 프란체스코의 기적'을 묘사한다. '교황 호노리오의 명을 받는 프란체스코'는 현재 시뇨리아 궁전에 소장되어 있다. |
| 우   | 7 (far wall)               | '도니 예배당': 루도비코 치골리가 1608년과 1640년 사이에 걸쳐 장식함. |
|      | 8                          | '삼위일체'를 묘사한 마리오토 디 나르도의 제단화(1406년)를 소장한 중앙 예배당. |
| 좌   | 1 (궁륭)                   | '스트로치 예배당': 조반니 바티스타 카키니가 개보수했으며 손상을 입은 베르나르도 포케티의 벽화를 소장하고 있다. 제단화는 현재 우피치 미술관에 있다. 로렌초 모나코가 최초로 맡았다가 프라 안젤리코가 이어 완성한 '십자가 강하'는 현재 국립 산 마르코 박물관에 있다. |
| 좌   | 2                          | '봄베니 예배당': 니게티가 개보수했으며, 안토니오 델 체라이올로의 '성녀 시에나의 카타리나의 비밀스러운 혼인'과 리돌포 기를란다요의 '수태고지'를 소장하고 있다. |
| 좌   | 3                          | '다반차티 예배당': 네리 디 비키의 '수태고지'(1450–60년경)와 마소 디 반코의 제자의 벽화 '성녀 카타리나의 논쟁'을 소장. |
| 좌   | 4                          | '콤파니 예배당': 네리 디 비키의 '성모승천' (1400년경)과 '산 조반니 구알베르토와 발롬브로사의 성인들' (1455년) 등을 소장. |
| 좌   | 5 (익랑)                   | '스피니 예배당': 데시데리오 다 세티냐노가 시작하여 베네데토 다 마이아노가 완성한 '막달레나'를 소장. |
| 좌   | 6 (익랑)                   | '마돈나 델로 스파시모 예배당': 코시모 로셀리 학파가 그린 '갈보리로 향하는 도로 위의 그리스도' |
| 좌   | 7 (익랑)                   | '산 조반니 구알베르토 예배당': 카키니가 설계. |
| 좌   | 8 (익랑)                   | 프란체스코 그라나키가 그린 '성녀 카타리나 & 마리 막달레나의 흠모를 받는 삼위일체' (1485년경)를 소장한 예배당. |
| 좌   | 9 (먼 벽)                  | 스칼리 예배당은 조반니 달 폰테와 스메랄도 디 조반니가 그린 프레스코화가 있다. 루카 델라 로비아가 만든 베노초 페데리기 주교의 무덤이 1895년 산 프란체스코 디 파올라에서 이곳으로 옮겨졌다. |
| 좌   | 10 (먼 벽)                 | '우심바르디 예배당': 1602년에 치골리가 개보수함. |

## 참고 문헌
- Borsook, Eve (1991). 《The Companion Guide to Florence》. New York: HarperCollins. 187–191쪽. ISBN 0-00-215139-1.